# Поул Бере
Поул Бере (на шведски: Poul Bjerre, фамилията се изговаря по-близко до Бйере) е шведски психиатър, родом от Гьотеборг. През 1907 г. той наследява медицинската практика на хипнотизатора Ото Ветерстранд (1845 – 1907).
Бере се ползва с престиж поради представянето на психоанализата и фройдовите психиатрични концепции в шведската медицина, които през 1911 г. са представени на събиране на „Орденът на шведските лекари“. Той по-късно се дистанцира от редица идеи на Фройд. Бере вярва, че работите върху съзнателния ум са по-важни, отколкото тези върху несъзнаваното и смята че Фройд прекалено много набляга на сексуалния живот на индивида. Той вярва, че е важно за психиатъра „да бъде човек“ и да вижда и лекува пациента си по холистичен начин.
Той пише биография на Фридрих Ницше, също така е запомнен с кореспонденцията си с Фройд и Карл Юнг.